# S. C. Johnson & Son
S.C. Johnson & Son, Inc. – amerykańskie przedsiębiorstwo produkujące domowe środki czystości i chemię gospodarczą. Siedziba przedsiębiorstwa znajduje się w Racine w stanie Wisconsin.
Przedsiębiorstwo obecnie działa w 72 krajach, a marka rozpoznawana i sprzedawana jest w ponad 110.
W 2006 roku S. C. Johnson & Son zatrudniał około 12 000 pracowników, a sprzedaż wyniosła 7,5 miliarda dolarów. W 2010 r. przychód ze sprzedaży wyniósł 8,75 mld dolarów.